# 佐藤久
佐藤 久（さとう ひさし、1920年4月1日 - 2020年3月23日）は、日本の地理学者、地形学者、東京大学名誉教授。

## 経歴
1938年に旧制・秋田県立秋田中学校（秋田県立秋田高等学校の前身）、1941年に旧制・水戸高等学校理科甲類を卒業し、東京帝国大学理学部地理学科に学ぶ。1943年9月に学部を卒業し、10月に大学院に進む。これは、第二次世界大戦戦時下での、繰り上げ卒業であり、また徴兵延期の扱いを受けた大学院特別研究生としての進学であった。戦時下では、田山利三郎が率いたニューギニア島調査に加わったり、陸地測量部嘱託となり、この頃から空中写真を利用して地形研究に取り組んだ。また、ニューギニアではマラリアに罹患し、その後の健康を損なったとされる。1948年9月に大学院を離れ、1949年12月に東京大学理学部講師となった。1951年には「断層の地形学的研究」により東京大学から理学博士を取得した。その後、1952年8月に助教授、1961年3月に教授に昇任し、1980年に定年退職した。
1950年代以降は、空中写真を活用したアンデス山脈の地形研究で成果をあげた。
2020年3月23日、100歳を迎える1週間前に死去。享年99歳。

## おもな著書

### 単著
- 空中写真による土地調査と写真の判読、日本写真測量学会（古今書院）、1950年[5]

### 共著
- （町田洋との共著）地形学（総観地理学講座6）、朝倉書店、1990年

このほか、多数の地図帳類の監修などがある。